# 萌えてムーチョ!
『萌えてムーチョ!』（もえてムーチョ）は、2005年10月5日から2006年3月30日までテレビ東京で毎週水曜 26:45 - 27:15 （木曜 2:45 - 3:15）に放送されていたバラエティ番組である。

## 概要
メイドの格好をしたアイドル（通称「萌えドル」）が視聴者を元気にすべく、毎回様々な企画に挑戦するという、『電車男』をきっかけにして始まったアキバ系サブカルブームに便乗した深夜番組。お笑いコンビの次長課長が初のメインMCを務めた番組でもある。
「アイドルはオーディションにて採用した」との触れ込みで始まったが、出演者の中に現役メイドキャバクラ嬢が混じっていることがブログ等で指摘されていた。さらに、番組終了後に出演者4名がAVデビューしており、「芸能人」と箔を付けるための宣伝なのではないか、と話題になっている。

## 出演者

### MC
- 次長課長（井上聡・河本準一）
- 長澤奈央

### レギュラー
「特殊部隊 萌えドル」と呼称。
- 広田さくら
- 夕日ちづる
- 平手ゆきほ
- 高橋あん
- 綾川ゆんまお

### サブレギュラー
「プチ萌えドル」と呼称。
- 向坂美々
- 志賀聖子
- 永川亜海
- 西居幸恵
- 本田奈津子